# Lương Tài
Lương Tài là một xã thuộc tỉnh Bắc Ninh, Việt Nam.

## Địa lý
Xã Lương Tài có vị trí địa lý:
- Phía đông giáp xã Trung Kênh
- Phía tây giáp xã Lâm Thao
- Phía nam giáp xã Trung Chính
- Phía bắc giáp các xã Gia Bình và Nhân Thắng.

Xã Lương Tài có diện tích 24,69 km², dân số 31.830 người, mật độ dân số đạt 1.289 người/km².

## Lịch sử
Ngày 16 tháng 6 năm 2025, Ủy ban Thường vụ Quốc hội ban hành Nghị quyết số 1658/NQ-UBTVQH15 của UBTVQH về việc sắp xếp các đơn vị hành chính cấp xã của tỉnh Bắc Ninh năm 2025. Theo đó, sắp xếp toàn bộ diện tích tự nhiên, quy mô dân số của thị trấn Thứa, xã Phú Hòa và xã Tân Lãng thành xã mới có tên gọi là xã Lương Tài.

## Địa chỉ trụ sở các cơ quan
- Trụ sở UBND xã: Đường Nguyễn Văn Cừ, xã Lương Tài (Trụ sở HĐND - UBND huyện Lương Tài trước đây)
- Trung tâm phục vụ hành chính công: Đường Vũ Giới, xã Lương Tài
- Công an xã: Sô 24, đường Vũ Giới, xã Lương Tài (Trụ sở Công an huyện Lương Tài trước đây)